# Бонкур (Эна)
Бонку́р (фр. Boncourt) — коммуна во Франции, находится в регионе Пикардия. Департамент коммуны — Эна. Входит в состав кантона Гиньикур. Округ коммуны — Лан.
Код INSEE коммуны — 02097.

## Население
Население коммуны на 2010 год составляло 250 человек.
| 1962 | 1968 | 1975 | 1982 | 1990 | 1999 | 2010 |
| ---- | ---- | ---- | ---- | ---- | ---- | ---- |
| 332  | 290  | 233  | 232  | 237  | 225  | 250  |

## Экономика
В 2010 году среди 173 человек трудоспособного возраста (15—64 лет) 129 были экономически активными, 44 — неактивными (показатель активности — 74,6 %, в 1999 году было 63,4 %). Из 129 активных жителей работали 117 человек (69 мужчин и 48 женщин), безработных было 12 (7 мужчин и 5 женщин). Среди 44 неактивных 8 человек были учениками или студентами, 10 — пенсионерами, 26 были неактивными по другим причинам.